# Округ Хамболт (Невада)
Хамболт (енгл. Humboldt County) је округ у америчкој савезној држави Невада.

## Демографија
По попису из 2010. године број становника је 16.528, што је 422 (2,6%) становника више него 2000. године.
| Група             | 2000.          | 2010.          |
| Белци             | 11.985 (74,4%) | 11.395 (68,9%) |
| Афроамериканци    | 82 (0,5%)      | 87 (0,5%)      |
| Азијати           | 92 (0,6%)      | 120 (0,7%)     |
| Хиспаноамериканци | 3.040 (18,9%)  | 4.038 (24,4%)  |
| Укупно            | 16.106         | 16.528         |